# Alsfeld-Eifa
Eifa ist ein Stadtteil von Alsfeld im mittelhessischen Vogelsbergkreis.

## Geographische Lage
Das Dorf Eifa befindet sich sieben Kilometer östlich von Alsfeld im Ottrauer Bergland. Es wird von der Eifa durchflossen und liegt auf etwa 283 m ü. NN. Die Größe der Gemarkung beträgt 866 Hektar; 375 Hektar dieser Fläche sind Waldgebiet.

## Ortsgeschichte

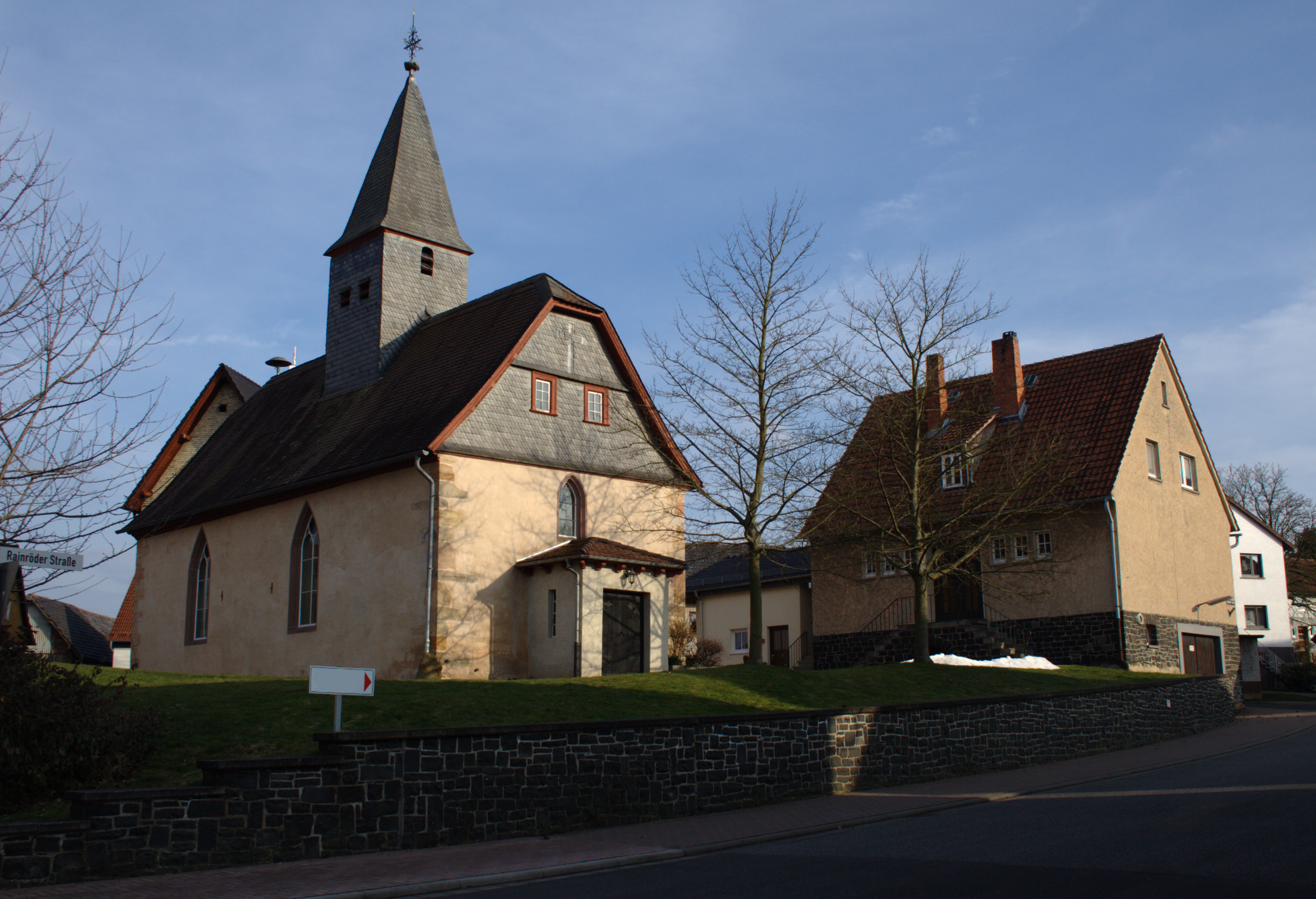
Magdalenenkapelle im Ortskern von Eifa

### Mittelalter
Die älteste Erwähnung des Ortes stammt aus dem Jahr 782, ist aber eine Fälschung. „Et in Ypha“ (Und in Eifa) steht in einem Kopiar des Klosters Hersfeld, das um 1150 entstand. Der Eintrag geschah um 1157.
Die gesicherte Ersterwähnung von Eifa erfolgte im Jahr 1339: „daz gut zu Yfe“. In einer Urkunde von 1476 heißt es:„ubir dem dorffe zu Yff“. Hier wird erstmals die Siedlungsform Dorf erwähnt. 1553 nennt eine Urkunde „Eyff“. Schließlich finden wir in einem Salbuch 1574 den Eintrag „Eyffa“.
Der Ortsname lässt von einer alten mittelhochdeutschen Bezeichnung „Iwe“ für die Eibe herleiten. Dieses Bestimmungswort wird um die Endsilbe „-affa“ erweitert, welches auf einen Gewässernamen zurückgeht. Hier ist es die Eifa.
Übersetzt bedeutet die frühe Bezeichnung des Ortes Ypha so viel wie „die Siedlung am Eibenwasser“. Das Eibenholz wurde für die Herstellung von Waffen verwendet, da es trotz seiner Härte sehr elastisch ist. Die frühe Besiedlung ist mit der Lage an einer alten Handelsstraße zu erklären, welche „die kurzen Hessen“ genannt wurde.

### Neuzeit
Die Statistisch-topographisch-historische Beschreibung des Großherzogthums Hessen berichtet 1830 über Eifa:

„Eifa (L. Bez. Alsfeld) evangel. Filialdorf; liegt 1 St. von Alsfeld an der von hier nach Cassel führenden Chaussee, hat 75 Häuser und 473 Einw., die außer 2 Kath. evangelisch sind. Der Ort hat 2 Schneidemühlen und ist der Sitz eines Grenznebenzollamts II. Classe und eines Anmeldungspostens. – Eifa gehörte im 15. Jahrhundert zum Kirchengebiete von Alsfeld, und kommt unter dem Namen Yfte vor.“

Zum 31. Dezember 1971 wurde die bis dahin selbständige Gemeinde Eifa im Zuge der Gebietsreform in Hessen auf freiwilliger Basis als Stadtteil nach Alsfeld eingegliedert.
Für den Stadtteil Eifa, wie für die übrigen Stadtteile von Alsfeld, wurde ein Ortsbezirk  eingerichtet.

### Verwaltungsgeschichte im Überblick
Die folgende Liste zeigt die Staaten und Verwaltungseinheiten, denen Eifa angehört(e):
- vor 1567: Heiliges Römisches Reich, Landgrafschaft Hessen,
- ab 1567: Heiliges Römisches Reich, Landgrafschaft Hessen-Marburg
- 1604–1648: Heiliges Römisches Reich, strittig zwischen Landgrafschaft Hessen-Darmstadt und Landgrafschaft Hessen-Kassel (Hessenkrieg)
- ab 1604: Heiliges Römisches Reich, Landgrafschaft Hessen-Darmstadt, Oberfürstentum Hessen, Oberamt Alsfeld, Amt Alsfeld[14]
- ab 1806: Großherzogtum Hessen,[Anm. 2] Fürstentum Oberhessen, Oberamt Alsfeld, Amt Alsfeld[15][16]
- ab 1815: Großherzogtum Hessen, Provinz Oberhessen, Amt Alsfeld[17]
- ab 1821: Großherzogtum Hessen, Provinz Oberhessen, Landratsbezirk Romrod[18][Anm. 3]
- ab 1829: Großherzogtum Hessen, Provinz Oberhessen, Landratsbezirk Alsfeld (Amtssitzverlegung)
- ab 1832: Großherzogtum Hessen, Provinz Oberhessen, Kreis Alsfeld
- ab 1848: Großherzogtum Hessen, Regierungsbezirk Alsfeld
- ab 1852: Großherzogtum Hessen, Provinz Oberhessen, Kreis Alsfeld
- ab 1867: Norddeutscher Bund, Großherzogtum Hessen, Provinz Oberhessen, Kreis Alsfeld
- ab 1871: Deutsches Reich, Großherzogtum Hessen, Provinz Oberhessen, Kreis Alsfeld
- ab 1918: Deutsches Reich, Volksstaat Hessen, Provinz Oberhessen, Kreis Alsfeld
- ab 1938: Deutsches Reich, Volksstaat Hessen, Landkreis Alsfeld[19][Anm. 4]
- ab 1945: Deutsches Reich, Amerikanische Besatzungszone,[Anm. 5] Groß-Hessen, Regierungsbezirk Darmstadt, Landkreis Alsfeld
- ab 1946: Deutsches Reich, Amerikanische Besatzungszone, Hessen, Regierungsbezirk Kassel, Landkreis Ziegenhain
- ab 1949: Bundesrepublik Deutschland, Hessen, Regierungsbezirk Kassel, Landkreis Ziegenhain
- ab 1972: Bundesrepublik Deutschland, Hessen, Regierungsbezirk Kassel, Vogelsbergkreis, Stadt Alsfeld
- ab 1981: Bundesrepublik Deutschland, Hessen, Regierungsbezirk Gießen, Vogelsbergkreis, Stadt Alsfeld

### Gerichte seit 1803
In der Landgrafschaft Hessen-Darmstadt wurde mit Ausführungsverordnung vom 9. Dezember 1803 das Gerichtswesen neu organisiert. Für die Provinz Oberhessen wurde das Hofgericht Gießen als Gericht der zweiten Instanz eingerichtet. Die Rechtsprechung der ersten Instanz wurde durch die Ämter bzw. Standesherren vorgenommen und somit für Eifa durch das Amt Alsfeld. Nach der Gründung des Großherzogtums Hessen im Jahr 1806 wurden die Aufgaben der ersten Instanz 1821 im Rahmen der Trennung von Rechtsprechung und Verwaltung auf die neu geschaffenen Landgerichte übertragen. „Landgericht Alsfeld“ war daher von 1821 bis 1879 die Bezeichnung für das erstinstanzliche Gericht in Alsfeld, das heutige Amtsgericht, das für Eifa zuständig war.
Anlässlich der Einführung des Gerichtsverfassungsgesetzes mit Wirkung vom 1. Oktober 1879, infolge derer die bisherigen großherzoglich hessischen Landgerichte durch Amtsgerichte an gleicher Stelle ersetzt wurden, während die neu geschaffenen Landgerichte nun als Obergerichte fungierten, kam es zur Umbenennung in Amtsgericht Alsfeld und Zuteilung zum Bezirk des Landgerichts Gießen.

## Bevölkerung

### Einwohnerstruktur 2011
Nach den Erhebungen des Zensus 2011 lebten am Stichtag 9. Mai 2011 in Eifa 705 Einwohner. Darunter waren 15 (2,1 %) Ausländer.
Nach dem Lebensalter waren 99 Einwohner unter 18 Jahren, 294 zwischen 18 und 49, 147 zwischen 50 und 64 und 162 Einwohner waren älter. Die Einwohner lebten in 303 Haushalten. Davon waren 90 Singlehaushalte, 87 Paare ohne Kinder und 93 Paare mit Kindern, sowie 24 Alleinerziehende und 9 Wohngemeinschaften. In 69 Haushalten lebten ausschließlich Senioren und in 192 Haushaltungen lebten keine Senioren.

### Einwohnerentwicklung
| • 1791: | 385 Einwohner            |
| • 1800: | 379 Einwohner            |
| • 1806: | 382 Einwohner, 65 Häuser |
| • 1829: | 473 Einwohner, 75 Häuser |
| • 1867: | 499 Einwohner, 81 Häuser |

| Eifa: Einwohnerzahlen von 1791 bis 2020 | Eifa: Einwohnerzahlen von 1791 bis 2020 | Eifa: Einwohnerzahlen von 1791 bis 2020 | Eifa: Einwohnerzahlen von 1791 bis 2020 | Eifa: Einwohnerzahlen von 1791 bis 2020 |
| --- | --------------------------------------- | --------------------------------------- | --------------------------------------- | --------------------------------------- |
| Jahr |                                         |                                         |                                         | Einwohner                               |
| 1791 | 1791                                    |                                         | 385                                     | 385                                     |
| 1800 | 1800                                    |                                         | 379                                     | 379                                     |
| 1806 | 1806                                    |                                         | 382                                     | 382                                     |
| 1829 | 1829                                    |                                         | 499                                     | 499                                     |
| 1834 | 1834                                    |                                         | 484                                     | 484                                     |
| 1840 | 1840                                    |                                         | 483                                     | 483                                     |
| 1846 | 1846                                    |                                         | 523                                     | 523                                     |
| 1852 | 1852                                    |                                         | 499                                     | 499                                     |
| 1858 | 1858                                    |                                         | 480                                     | 480                                     |
| 1864 | 1864                                    |                                         | 489                                     | 489                                     |
| 1871 | 1871                                    |                                         | 525                                     | 525                                     |
| 1875 | 1875                                    |                                         | 509                                     | 509                                     |
| 1885 | 1885                                    |                                         | 549                                     | 549                                     |
| 1895 | 1895                                    |                                         | 542                                     | 542                                     |
| 1905 | 1905                                    |                                         | 585                                     | 585                                     |
| 1910 | 1910                                    |                                         | 597                                     | 597                                     |
| 1925 | 1925                                    |                                         | 594                                     | 594                                     |
| 1939 | 1939                                    |                                         | 608                                     | 608                                     |
| 1946 | 1946                                    |                                         | 901                                     | 901                                     |
| 1950 | 1950                                    |                                         | 862                                     | 862                                     |
| 1956 | 1956                                    |                                         | 717                                     | 717                                     |
| 1961 | 1961                                    |                                         | 684                                     | 684                                     |
| 1967 | 1967                                    |                                         | 709                                     | 709                                     |
| 1970 | 1970                                    |                                         | 723                                     | 723                                     |
| 1980 | 1980                                    |                                         | ?                                       | ?                                       |
| 1990 | 1990                                    |                                         | ?                                       | ?                                       |
| 2000 | 2000                                    |                                         | ?                                       | ?                                       |
| 2011 | 2011                                    |                                         | 705                                     | 705                                     |
| 2015 | 2015                                    |                                         | 708                                     | 708                                     |
| 2020 | 2020                                    |                                         | 682                                     | 682                                     |
| Datenquelle: Historisches Gemeindeverzeichnis für Hessen: Die Bevölkerung der Gemeinden 1834 bis 1967. Wiesbaden: Hessisches Statistisches Landesamt, 1968. Weitere Quellen: LAGIS; Zensus 2011; Stadt Alsfeld: 2015, 2020 |                                         |                                         |                                         |                                         |

### Historische Religionszugehörigkeit
| • 1829: | 472 evangelische, zwei katholische Einwohner                         |
| • 1961: | 621 evangelische (= 90,79 %) und 54 katholische (= 7,89 %) Einwohner |

## Politik
Für Eifa besteht ein Ortsbezirk (Gebiete der ehemaligen Gemeinde Eifa) mit Ortsbeirat und Ortsvorsteher nach der Hessischen Gemeindeordnung.
Der Ortsbeirat besteht aus neun Mitgliedern. Bei den Kommunalwahlen in Hessen 2021 betrug die Wahlbeteiligung zum Ortsbeirat 59,78 %. Alle Kandidaten gehörten der „Bürgerliste Eifa“ an. Der Ortsbeirat wählte Rainer Feldpusch zum Ortsvorsteher.

## Kulturdenkmäler
Siehe: Liste der Kulturdenkmäler in Eifa (Alsfeld)